# ميخائيل كاسيدي
ميخائيل كاسيدي هو سياسي كندي، ولد في 10 مايو 1937 في فيكتوريا في كندا. حزبياً، نشط في الحرب الديمقراطي الجديد لأونتاريو. وقد انتخب عضو برلمان مقاطعة أونتاريو عن دائرة Ottawa Centre (provincial electoral district) ‏ (1971 – 1982) وانتخب عضو مجلس العموم الكندي.